# 1-Hepten
1-Hepten, n-hepten, C
7H
14 – organiczny związek chemiczny z grupy alkenów.

## Występowanie
n-Hepten jest produktem destylacji ropy naftowej, jest składnikiem benzyny. W bardzo małych ilościach można go spotkać na przykład w jabłkach, morelach, wiśniach czy śliwkach, produkowany przez kwitnące drzewa owocowe.

## Zastosowanie
Jest stosowany, jako materiał wyjściowy w wielu syntezach organicznych, na przykład jako komonomer podczas syntezy polietylenu, do wytwarzania liniowych aldehydów przez hydroformylację.